# 雍成瀚
雍成瀚（1964年12月—），男，汉族，安徽含山人，中华人民共和国政治人物，中国共产党党员，第十三届全国人民代表大会安徽地区代表。

## 生平
2018年2月24日，当选为第十三届全国人大代表。